# Hartiella
Hartiella is een geslacht van kreeftachtigen uit de klasse van de Ostracoda (mosselkreeftjes).

## Soort
- Hartiella dudichi (Klie, 1938) Danielopol, 1971